# ×Elyleymus hultenii
XElyleymus hultenii là một loài thực vật có hoa trong họ Hòa thảo. Loài này được (Melderis) Barkworth mô tả khoa học đầu tiên năm 2006.